# Anna Čapková-Vostrovská
Anna Čapková-Vostrovská (listopad 1866 Cedar Rapids, Iowa USA – prosinec 1956) byla česko-americká publicistka, spoluautorka pojednání o Češích v USA.

## Životopis

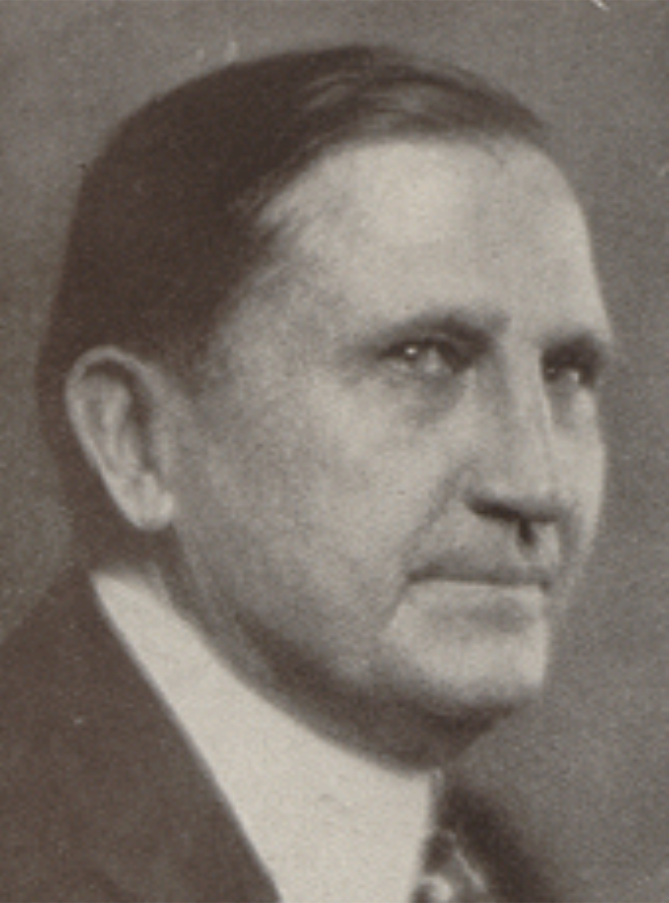
Manžel Tomáš Čapek, bankéř a literát

Některé materiály uvádějí chybný rok narození. Rodiče Anny byli Jerome Vostrovsky, Anna Vostrovsky-Witonsck. Její sourozenci – Clara Winlow-Vostrovsky a Jerome Vostrovsky. Roku 1894 se provdala za českoamerického spisovatele a publicistu Tomáše Čapka. Měli spolu syna Thomase Čapka (28. 12. 1895 New York).
Zásluhou Anny Čapkové-Vostrovské bylo informování USA o Čechoslovácích za první světové války, čímž přispěla ke vzniku Československé republiky. Uspořádala kolem třiceti přednášek, hlavně v New Yorku. Spolu s manželem pracovala na díle Bohemian bibliography. V době pobytu TGM v USA roku 1918 pracoval její syn Thomas Čapek Jr. jako Masarykův právník. Psala články do America’s Making, Institute of Czechoslovak Studies při Columbia University, Foreign Language Information Service v New Yorku. Bydlela v New Yorku na adrese 175 Riverside Drive.

## Dílo

### Spis
- Bohemian (Čech) bibliography: a finding list of writings in English relating to Bohemia and the Čechs – by Thomas Čapek and Anna Vostrovský Čapek. New York: Fleming H. Revell Company, 1918[3]